# سیگنت، تاسمانیا
سیگنت (به انگلیسی: Cygnet) یک شهرک در استرالیا است که در Huon Valley Council واقع شده‌است.